# Raffaello Monteverde
Raffaello Monteverde (Roma, 16 aprile 1942 – Roma, 24 aprile 2021) è stato un produttore cinematografico e produttore televisivo italiano.

## Biografia
Nato a Roma, muove i primi passi nell'ambiente dello spettacolo lavorando all'Onda Telerama di suo fratello Geo Tapparelli come segretario di produzione sul set dei Caroselli. Anni più tardi fonda la Solaris Film con Adriano Ariè e cominciano a produrre sceneggiati televisivi per la Rai.
Nel 1978 arriva il primo successo TV con Diario di un giudice di Marcello Baldi con Sergio Fantoni e Ilaria Occhini, furono circa 4 milioni e mezzo i telespettatori su Rai 1. 
Alla fine degli anni settanta si cimenta anche con il teatro e produce Affabulazione di Pier Paolo Pasolini, scritto e interpretato da Vittorio Gassman. Negli stessi anni, sempre per il teatro, produce anche Anonimo veneziano, con la sceneggiatura di Giuseppe Berto con Lorenza Guerrieri e Ugo Pagliai, e La commedia degli errori, recitata da Andrea Giordana e Mita Medici.
Nel 1981 produce per Rai 1 Casa Cecilia, scritta da Lidia Ravera con Delia Scala e Giancarlo Dettori, vincitrice del Premio TV - Premio regia televisiva sotto la regia di Vittorio De Sisti con il quale avrà una lunga e proficua collaborazione artistica.
All'inizio degli anni ottanta finisce la collaborazione con Adriano Ariè, e Monteverde fonda La Leader Cinematografica, con la quale produce una decina di miniserie in coproduzione con la Francia, grazie alla sua collaborazione con la società francese Téléfrance. Cominciano così le grandi coproduzioni di miniserie internazionali con Francia, Germania e Spagna, molte delle quali girate in America Latina, Costarica, Venezuela e Perù: ad esempio Sei delitti per padre Brown che vinse il Premio Flaiano per la sceneggiatura nel 1988 nella sezione Televisione e Radio, e Una vita scellerata che vinse il premio Efebo d'Oro per miglior adattamento TV.
Alla fine degli anni novanta produce vari film per la TV in coproduzione con gli Stati Uniti, fra cui Indiscretion of an American Wife (remake del film Stazione Termini di Vittorio De Sica), The Vivero Letter per HBO, e il docufilm Hanged on a Twisted Cross che viene candidato agli International Emmy Awards nel 1997.
Nel 2000 Raffaello Monteverde inizia la sua collaborazione con Guido e Maurizio De Angelis; con loro produce, come produttore esecutivo, quattro stagioni della serie Incantesimo, Elisa di Rivombrosa di Cinzia TH Torrini, tuttora uno dei maggiori successi di Canale 5 e vincitrice di cinque Telegatti.
Nel 2002 riceve la candidatura per il premio Efebo d'oro come Miglior Produzione TV Europea grazie a Renzo e Lucia di Francesca Archibugi.
Nel 2007 ricomincia produrre con la Leader Productions e Film Company, figlie della Leader Cinematografica. Rilancia in coproduzione con la Beta Film GmbH la serie Rex, sequel della serie austriaca Il commissario Rex, producendone quattro stagioni. 
Fra il 2011 e il 2012 produce per Canale 5 una serie antologica internazionale 6 passi nel giallo firmata da registi, figli e nipoti dei maestri del giallo degli anni settanta: Edoardo Margheriti, Lamberto e Roy Bava.
È deceduto il 24 aprile 2021 presso la sua abitazione a Roma, all'età di 79 anni da poco compiuti, a causa di un'ischemia.

## Produttore

### Cinema
- Una vita scellerata, regia di Giacomo Battiato (1990)
- Zuppa di pesce, regia di Fiorella Infascelli (1992)
- La crisi!, regia di Coline Serrault (1992)
- Ho amici in Paradiso, regia di Fabrizio Maria Cortese (2016) - produttore esecutivo

### Documentari
- Azzurro quotidiano (1976)
- Piazze d'Italia, regia di Antonello Padovano (1990)

### Televisione
- Diario di un giudice, regia di Marcello Baldi (1978)
- Sarto per signora, regia di Paolo Cavara (1979)
- La felicità, regia di Vittorio De Sisti (1980)
- Casa Mozart, regia di Alberto Gozzi (1981)
- Freddo da morire, regia di Mario Caiano (1981)
- Casa Cecilia, regia di Vittorio De Sisti (1981)
- Progetti di allegria, regia di Vittorio De Sisti (1981)
- Casa Cecilia un anno dopo, regia di Vittorio De Sisti (1982)
- Un delitto, regia di Salvatore Nocita (1983)
- Un uomo in trappola, regia di Vittorio De Sisti (1984)
- I veleni dei Gonzaga, regia di Vittorio De Sisti (1984)
- Vita nei castelli, regia di Vittorio De Sisti (1984)
- Le Brigate verdi, regia di Mario Caiano (1985)
- Sei delitti per padre Brown, regia di Vittorio De Sisti (1985-1986)
- Il colpo, regia di Sauro Scavolini (1986)
- Silvia è sola, regia di Silvio Maestranzi (1987)
- Una vita scellerata, regia di Giacomo Battiato (1990)
- Il colore della vittoria, regia di Vittorio De Sisti (1990)
- Un bambino in fuga, regia di Mario Caiano (1990)
- La ragnatela, regia di Alessandro Cane (1990)
- Un bambino in fuga 3 anni dopo, regia di Mario Caiano (1991)
- Un posto freddo in fondo al cuore, regia di Sauro Scavolini (1991)
- Dov’eri quella notte, regia di Salvatore Samperi (1992)
- La ragnatela 2, regia di Alessandro Cane (1992)
- Moscacieca (Blindman's bluff), regia di Mario Caiano (1993)
- A rischio d'amore, regia di Vittorio Nevano (1994)
- Senza cuore, regia di Mario Caiano (1995-1996)
- Hanged on a Twisted Cross, regia di T.N. Mohan (1996)
- Ultimo minuto, regia di Andrea Bevilacqua (1996)
- Professione fantasma, regia di Vittorio De Sisti (1997)
- Indiscretion of an American wife, regia di George Kaczender (1997)
- The Vivero Letter, regia di Gordon Boos (1998)
- Incantesimo 3, 4, 5 e 6, registi vari (1999-2003)
- L'isola del ritorno, regia di Marijan Vajda (2000)
- Bella e impossibile, regia di Marco Mattolini (2001) – produttore esecutivo
- Renzo e Lucia, regia di Francesca Archibugi (2003-2004)
- Elisa di Rivombrosa, regia di Cinzia TH Torrini (2003-2004) – produttore esecutivo
- Rex, regia di Marco Serafini (2007-2008)
- Il mistero del lago (Whispers in the night), regia di Marco Serafini (2008-2009)
- Rex, regia di Marco Serafini (2008-2009)
- Negli occhi dell’assassino, regia di Edoardo Margheriti (2009)
- Rex, regia di Marco Serafini (2009)
- La donna velata, regia di Edoardo Margheriti (2009)
- Rex, regia di Marco Serafini, Andrea Costantini (2010)
- 6 passi nel giallo, regia di Lamberto Bava, Roy Bava, Edoardo Margheriti (2011-2012)
- Amanda Knox (Amanda Know: Murder on Trial in Italy), regia di Robert Dornhelm (2012)
- Buio, regia di Nicolaj Pennestri (2012)
- I segreti di Borgo Larici, regia di Alessandro Capone (2013-2014)
- Body of Deceit, regia di Alessandro Capone (2015)

### Teatro
- La commedia degli errori (1977)
- Anonimo veneziano (1978)
- Affabulazione (1979)